# Сеа, Хосе Педро
Хосе́ Пе́дро Се́а (исп. José Pedro Cea; 1 сентября 1900, Монтевидео — 18 сентября 1970, Монтевидео) — уругвайский футболист (атакующий полузащитник, нападающий) и тренер. Сеа стал лучшим бомбардиром сборной Уругвая на победном чемпионате мира 1930 года с 5 мячами. Его гол в финальном матче против сборной Аргентины на 57 минуте позволил Уругваю сравнять счёт.

## Биография
Двукратный Олимпийский чемпион — 1924 и 1928 годов. Чемпион мира 1930 года. Трёхкратный чемпион Южной Америки (1923, 1924, 1926). Чемпион Уругвая 1934 года.
Большую часть карьеры выступал за «Насьональ» (1925-30 и 1934-35 гг). За этот клуб Сеа провёл 103 матча в чемпионатах Уругвая и забил 31 гол. Также выступал за клуб «Лито».
По завершении карьеры стал тренером. Под его руководством сборная Уругвая выиграла чемпионат Южной Америки 1942 года.
Первый матч в сборной сыграл 4 ноября 1923 года против Парагвая (победа 2:0), последний матч — 4 декабря 1932 против Бразилии (поражение 1:2).

## Достижения

### Как игрок
- Чемпион Уругвая: 1934
- Чемпион мира: 1930
- Олимпийский чемпион (2): 1924, 1928
- Чемпион Южной Америки (3): 1923, 1924, 1926

### Как тренер
- Чемпион Южной Америки: 1942